# Municipio de Ransom (Dakota del Norte)
El municipio de Ransom (en inglés: Ransom Township) es un municipio ubicado en el condado de Sargent en el estado estadounidense de Dakota del Norte. En el año 2010 tenía una población de 56 habitantes y una densidad poblacional de 0,61 personas por km².

## Geografía
El municipio de Ransom se encuentra ubicado en las coordenadas 46°4′0″N 97°26′28″O / 46.06667, -97.44111. Según la Oficina del Censo de los Estados Unidos, el municipio tiene una superficie total de 91.18 km², de la cual 90,8 km² corresponden a tierra firme y (0,41 %) 0,38 km² es agua.

## Demografía
Según el censo de 2010, había 56 personas residiendo en el municipio de Ransom. La densidad de población era de 0,61 hab./km². De los 56 habitantes, el municipio de Ransom estaba compuesto por el 100 % blancos. Del total de la población el 0 % eran hispanos o latinos de cualquier raza.